# Fernando Iglesia Lachica
Fernando Iglesia Lachica (Cartagena, 1950 - Madrid, 6 de marzo de 2016), apodado Manix, fue un militar español. Aviador profesional, llegó a sobrevolar el Sahara español durante la Marcha verde. Fue un apasionado de los aviones y de las motocicletas. Estuvo casado y tuvo dos hijas.

## Biografía
Ingresó en 1969 en la Academia General del Aire, en San Javier (Murcia) para formarse como piloto del Ejército del Aire. Fue parte de la XXV promoción de la Academia, de la que salió como número uno. Prestó servicio en el 462 Escuadrón en la Base Aérea de Gando, en Gran Canaria, volando el avión HA-200 Saeta durante la invasión del Sáhara español por parte de Marruecos, a la que se conoció como Marcha verde.
Tiempo más tarde fue destinado al Ala 12 en la Base Aérea de Torrejón de Ardoz, en Madrid, donde como comandante voló los aviones F-4 y F-18. Durante dos años estuvo como piloto en Estados Unidos dentro del programa de intercambio en el 307 Tactical Fighter Training Squadron de la Fuerza Aérea de los Estados Unidos en Homestead AB, Florida, como piloto combat ready y como instructor para pilotos de la USAF en el F-4 y F-5.
Tras este periodo en el Ejército del Aire se retiró con el grado de teniente coronel para comenzar su andadura como piloto comercial en Iberia, donde llegó a ser comandante del avión A320. Falleció el 6 de marzo de 2016 a causa de una larga enfermedad.

### Fundación Infante de Orleans
Fernando Iglesia estuvo muy vinculado a la Fundación Infante de Orleans, ubicada en la base aérea de Cuatro Vientos, en Madrid. Allí fue jefe de operaciones hasta 2010 y en diversas exhibiciones voló varios modelos de avión como el Bücker Bü 131.
En 1997, Iglesia fue seleccionado por el Mando de Apoyo Logístico del Ejército del Aire para ser el piloto de prueba del autogiro Cierva C.30, reconstruido en la Maestranza Aérea de Albacete a instancias de la Fundación La Cierva con el patrocinio del Ejército del Aire y de la Fundación Aena. Se llegó a un acuerdo con el Museo de la Real Fuerza Aérea Británica de Londres por el que éste entregaba piezas originales como el cabezal del rotor, el juego de palas o el tren de aterrizaje y prestaba un autogiro C.30 para ser copiado, a cambio de un Bücker que quedó expuesto en este museo inglés.
Iglesia viajó a Francia para realizar un curso de autogiro con Xavier Averso, un experto en este tipo de aparatos. Más de cien técnicos de la Maestranza lograron que volara el 15 de enero de 1998 pilotado por Iglesia. Desde entonces realizó 170 tomas y despegues. Después de un aterrizaje fuera de control en junio de 2000 que casi cuesta la amputación del brazo del piloto, el autogiro fue entregado al Museo del Aire.